# Сан Донато Миланезе
Сан Дона̀то Миланѐзе (на италиански: San Donato Milanese, на западноломбардски: San Donàa, Сан Донаа) е град и община в Северна Италия, провинция Милано, регион Ломбардия. Разположен е на 102 m надморска височина. Населението на общината е 31 105 души (към 2012 г.).